# Axylia sanyetiensis
Axylia sanyetiensis là một loài bướm đêm trong họ Noctuidae.